# Henri Ier de Bar
Pour les articles homonymes, voir Henri de Bar.
Henri Ier de Bar, né en 1158, mort en octobre 1190 à Acre, est comte de Bar, seigneur de Mousson et d'Amance de 1170 à 1190. Il est fils de Renaud II, comte de Bar, seigneur de Mousson et d'Amance, et d'Agnès de Champagne.
Il est encore mineur à la mort de son père et la régence est assurée par sa mère de 1170 à 1173. Plusieurs ancêtres d'Henri de Bar ayant été comtes viagers de Verdun, Agnès de Champagne réclame le comté de Verdun à l'évêque en 1172, mais se voit opposer un refus. Elle ravage le diocèse de Verdun. La mère et le fils sont excommuniés et doivent se soumettre en 1177.
En 1178, l'évêque de Toul commence la construction d'une forteresse à Liverdun, avec l'autorisation du duc de Lorraine Simon II. Dépassé par l'ampleur du chantier, il le confie à Henri, qui en conserve l'usage. Cela ne compromet pas ses bonnes relations avec le duc de Lorraine, même si ce dernier aurait pu se sentir menacé par les forteresses de Liverdun, Amance et Mousson.
Par sa mère, Henri est cousin germain de Philippe Auguste, roi de France. Il assiste à son sacre le 1er novembre 1179 à Reims.
Après la chute de Jérusalem en 1187, Henri s'engage dans la troisième croisade ; il part au milieu de l'an 1189, avant les rois de France et d'Angleterre, et arrive en Terre sainte, où il rejoint les chevaliers en train d'assiéger Acre. Le 4 octobre 1190, il est gravement blessé au cours d'un engagement contre les forces de Saladin et meurt de ses blessures dix à quinze jours plus tard.

## Sources
- Georges Poull, La Maison souveraine et ducale de Bar, 1994 [détail de l’édition].